# Maracanda rubella
Maracanda rubella is een insect uit de familie van de mierenleeuwen (Myrmeleontidae), die tot de orde netvleugeligen (Neuroptera) behoort. 
Maracanda rubella is voor het eerst wetenschappelijk beschreven door Navás in 1937.